# 14 juillet 1940
Le dimanche 14 juillet 1940 est le 196e jour de l'année 1940.

## Naissances
- Ali Eid (mort le 25 décembre 2015), homme politique libanais
- Anne Clément, comédienne et dramaturge française
- Félix Ruiz (mort le 11 février 1993), footballeur espagnol
- Nafsiah Mboi, femme politique indonésienne
- Renato Pozzetto, acteur italien
- Wolfgang Bartels (mort le 6 février 2007), skieur alpin allemand

## Décès
- Růžena Jesenská (née le 17 juin 1863), institutrice, poétesse et écrivain impressionniste tchèque
- William Maxwell (né le 21 septembre 1876), footballeur écossais

## Événements
- Première diffusion de l'émission radiophonique : Les Français parlent aux Français
- Début de l'Opération Ambassador
- Fondation du mouvement de résistance parisien Les Amis d'Alain Fournier